# Electron (fusée)
Pour les articles homonymes, voir Electron.
Electron est un microlanceur conçu pour placer en orbite de petits satellites et développé par la société Rocket Lab en Nouvelle-Zélande. Son premier vol eu lieu en 2017. Ce lanceur présente plusieurs particularités, comme l'utilisation de moteurs électriques pour faire tourner ses pompes, une structure réalisée majoritairement en matériau composite à base de fibre de carbone pour alléger sa masse et le recours systématique à l'impression 3D pour la fabrication des composants de ses moteurs-fusées. Electron est un lanceur bi-étages de 18 mètres de haut, de 1,2 mètre de diamètre et d'une masse de 12,5 tonnes. Sa propulsion est assurée par des moteurs-fusées développés par le constructeur et brûlant un mélange de kérosène et d'oxygène liquide. Le lanceur est conçu pour placer une charge utile de plus de 150 kilogrammes sur une orbite héliosynchrone (environ 500 km). Le vol est commercialisé au prix de cinq millions de dollars américains.
Le constructeur du lanceur Electron, la société Rocket Lab, est créée en 2006 par l'ingénieur Peter Beck dans le but de fabriquer et commercialiser des fusées-sondes. La décision de développer le lanceur Electron découle d'une étude réalisée au début de la décennie 2010 pour le compte du département de la Défense des États-Unis. Rocket Lab décide de se positionner sur le marché du lancement des nanosatellites (satellites d'une masse maximale de quelques dizaines de kilogrammes), en tablant sur une forte croissance de ce segment. La société développe l'Electron à l'aide de fonds privés fournis par des sociétés américaines et néo-zélandaises. En 2015, la NASA passe commande d'un vol d'essai dans l'objectif d'évaluer l'utilisation du lanceur. Après un premier vol infructueux en 2017, le lanceur, lancé depuis un site aménagé par la société dans la péninsule de Māhia (Île du Nord en Nouvelle-Zélande), réussit à placer sa charge utile en orbite le 21 janvier 2018.

## Historique

### Rocket Lab constructeur de fusées-sondes
Le lanceur Electron est développé par la société aérospatiale Rocket Lab, créée en juin 2006 en Nouvelle-Zélande par l'ingénieur aérospatial Peter Beck. La société a fait ses débuts en développant la fusée-sonde Ātea-1, lancée pour la première fois avec succès en novembre 2009.

### Développement du lanceur Electron
En décembre 2010, le constructeur néo-zélandais obtient un contrat auprès de l'Operationally Responsive Space Office (ORS), un service du département de la Défense des États-Unis  chargé de mettre à disposition des solutions de lancement de petits satellites souples et économiques. Celui-ci lui demande d'étudier la conception d'un lanceur léger à faible coût spécialisé dans le lancement de nanosatellites (satellites d'une masse maximale de quelques dizaines de kilogrammes comprenant les CubeSats). Le développement du lanceur Electron est décidé en reprenant l'objectif d'abaissement des coûts de lancement des nanosatellites, dont le marché est en pleine expansion. Ces petits satellites sont jusque-là placés en orbite en tant que charge utile secondaire par des lanceurs traditionnels. Electron vise à fournir une solution plus souple que celle de ces lanceurs. De par sa conception, le lanceur est optimisé pour une fréquence de tirs élevée et pour la desserte de l'orbite héliosynchrone. Rocket Lab table à l'époque sur une croissance de 60 % de ce marché au cours des cinq années à venir. L'Electron est commercialisé avec un coût de lancement de cinq millions de dollars américain. Il peut placer une charge utile totale de 150 kg sur une orbite héliosynchrone (environ 500 km) et de 225 kg sur une orbite terrestre basse. Le financement du développement du nouveau lanceur, évalué à 100 millions de dollars américains, est fourni par plusieurs sociétés de capital risque américaines et néo-zélandaises.
Durant l'année 2015, Rocket Lab a effectué 87 tirs de fusées-sondes qui lui permettent d'accumuler une grande expérience. À cette date, les moteurs-fusées Rutherford, qui doivent propulser le nouveau lanceur, subissent avec succès de nombreuses mises à feu sur banc d'essais et un premier lancement de l'Electron est alors prévu fin 2015. En octobre 2015, la NASA annonce qu'elle  décide de financer le développement du lanceur néo-zélandais ainsi que celui de deux autres mini-lanceurs pour disposer d'un lanceur adapté à la mise en orbite des satellites CubeSats. Rocket Lab doit recevoir, de la NASA, 6,9 millions de dollars américains pour réaliser un vol orbital de démonstration d'ici avril 2018.

### Implantation sur le territoire américain
Pour capter une clientèle majoritairement américaine (DARPA, Aerojet Rocketdyne et Lockheed Martin), la société installe officiellement son siège social à Los Angeles en 2013, le site de conception et de fabrication restant en Nouvelle-Zélande. Un site de 14 000 m2 réunissant un atelier d'assemblage et le siège social est créé au 14520, Delta Lane au Huntington Beach en Californie à cette date. En octobre 2019, la société emploie 500 personnes dont 400 en Nouvelle-Zélande.

### Premiers vols

#### Vol inaugural (25 mai 2017)
Le premier des trois tirs d'essai, baptisé « It's a Test », est effectué le 25 mai 2017,. Le vol n'emporte aucun satellite mais seulement une masse inerte et des instruments de mesure destinés à évaluer le comportement du lanceur en vol. L'orbite visée est 300 x 500 km avec une inclinaison orbitale de 83°. Les différentes phases semblent se dérouler correctement. Les séparations des étages puis de la coiffe se déroulent comme prévu mais le lanceur ne parvient pas à placer en orbite sa charge utile.
L'analyse des télémesures transmises durant le vol permettent par la suite de déterminer l'origine de la défaillance. Le lanceur est monté jusqu'à une altitude de 224 kilomètres mais quatre minutes après le décollage, le sous-traitant chargé de la réception des télémesures perd le contact avec le lanceur. En application des procédures de sûreté standard, les opérateurs déclenchent les commandes de destruction du lanceur. Au moment de sa destruction, le lanceur suit la trajectoire prévue et son fonctionnement est normal. La perte des télémesures découle d'une erreur dans le paramétrage de la transmission. Le code correcteur (typiquement transmission de bits de parité), qui permet de corriger les erreurs de transmission, n'est pas activé. Le problème est apparu lorsque la distance s'est accrue réduisant le rapport signal sur bruit dans la transmission et introduisant des erreurs rendant illisible les données émises par les systèmes du lanceur. Selon le constructeur d'Electron, la correction de cette erreur est très simple.

#### Premier succès (21 janvier 2018)
Pour le vol suivant, Rocket Lab corrige le mouvement de rotation excessif du lanceur qui s'est manifesté durant le vol. Le premier vol hormis ce point s'est bien déroulé et la seule modification apportée au lanceur est l'allongement du réservoir du deuxième étage de 50 cm, ce qui permet de prolonger la durée de fonctionnement de 50 secondes. Ce deuxième vol, baptisé « Still Testing », est retardé six fois entre décembre 2017 et janvier 2018 en raison des conditions météorologiques, du trafic orbital, des lanceurs et des problèmes de sécurité de l'aire de répartition,. Il a finalement lieu le 21 janvier 2018 et place avec succès sa charge utile sur une orbite héliosynchrone. Sa charge utile est constituée par trois satellites CubeSats : deux Lemur conçus pour le suivi de navires et un Dove.

### Un succès commercial
Dès le deuxième vol de l'Electron, un troisième étage optionnel (kick stage), baptisé Photon, est utilisé. Celui-ci comporte un moteur-fusée à ergols liquides réallumable baptisé Curie d'une poussée de 120 Newtons qui permet de déployer les satellites sur différentes orbites. Il peut emporter 150 kilogrammes. L'Electron devient rapidement un succès commercial qui domine le marché occidental des lanceurs légers. Trois vols sont effectués en 2018, six en 2019, sept en 2020 (un échec), six en 2021 (un échec) et neuf en 2022. En août 2020, une augmentation des performances d'une prochaine version est annoncée principalement grâce à une amélioration des batteries. La capacité en orbite basse passe à 300 kilogrammes et en orbite héliosynchrone (500 km) à 200 kg. Pour les missions qui utilisent la plateforme Photon, la nouvelle version permet de lancer une charge utile (instruments) de 180 kilogrammes.

### Développement d'une version réutilisable
Pour faire face à la cadence plus élevée des lancements (trois vols ont lieu en 2018 et six en 2019), Rocket Lab étudie la réutilisation du premier étage. L'objectif n'est pas de réduire les coûts. Il n'est pas prévu qu'à l'image de la Falcon 9, l'étage remette à feu ses moteurs pour ralentir. La version réutilisable aurait donc une charge utile à peu près similaire à la version actuelle (225 kg en orbite basse). Le scénario de récupération comprend l'utilisation des moteurs pour orienter l'étage en maintenant les moteurs à l'avant. La base de l'étage et les moteurs sont modifiés pour résister aux températures subies durant le retour sur Terre (jusqu'à 2 400 °C). Une fois que la vitesse a chuté, un parachute pilote est ouvert puis un parachute principal. L'étage doit être récupéré en vol par un hélicoptère et doit ensuite être déposé sur un navire positionné au large des côtes,. En 2021, la première phase de la récupération (le retournement et le freinage passif) est testée avec succès. Pour ces tests, l'étage amerrit et il n'est pas réutilisable. En 2022, lors du vol 26 du 1er mai, la première tentative de récupération est un succès partiel : l'hélicoptère parvient bien à rattraper l'étage sous parachute mais doit le relâcher peu après en raison de paramètres différant de ceux observés lors des tests précédents. L'étage est néanmoins récupéré en mer. Une seconde tentative se solde également en un échec partiel le 4 novembre de la même année, alors qu'une perte de télémétrie lors de la rentrée atmosphérique force l'hélicoptère à annuler la tentative de rattrapage et de quitter la zone où celle-ci devait avoir lieu. Tout comme la tentative en mai 2022, le premier étage est récupéré en mer.
Lors de la présentation des résultats financiers de la société en février 2022, Peter Beck révèle que Rocket explorait la possibilité d'abandonner la récupération du premier étage d'Electron par un hélicoptère, favorisant plutôt la récupération en mer. Plusieurs améliorations sont mises en place pour protéger les composantes du premier étage de l'eau de mer pour les futures missions. Selon Beck, la récupération en mer, malgré le coût additionnel de reconditionnement, n'est pas plus dispendieuse que la récupération en vol par hélicoptère en raison de l'élimination des coûts d'exploitation de l'hélicoptère. La récupération en mer permet également d'opérer plus de missions incluant la réutilisation, soit de 60 à 70% des vols d'Electron comparativement à 50 % pour la récupération en vol.

### Version interplanétaire
En octobre 2019, Rocket Labs annonce qu'elle développe une nouvelle version du troisième étage Photon pouvant remplir toutes les fonctions d'une plateforme (propulsion, navigation, énergie, télécommunications, contrôle d'attitude) pour une charge utile avec la capacité de placer un engin  en orbite basse ou sur une orbite interplanétaire. Dans ce dernier cas sa capacité est de 40 kilogrammes grâce à l'adoption d'une nouvelle version de son moteur Curie baptisée HyperCurie. L'étage Photon dans sa version interplanétaire est testé avec le lancement du CubeSat 12U Capstone de la NASA qui a été lancé vers la Lune en juin 2022. L'étage doit être également utilisé pour lancer les sondes spatiales jumelles EscaPADE de l'agence spatiale américaine qui doivent se placer en orbite autour de la planète Mars en 2024  ainsi qu'une sonde atmosphérique du MIT à destination de la planète Vénus (Rocket Lab Venus Mission) en 2025,.

## Caractéristiques techniques
Electron est un lanceur bi-étages de 17 mètres de haut et de 1,2 mètre de diamètre dont la structure est réalisée majoritairement en matériau composite à base de fibre de carbone pour alléger sa masse. La masse totale au lancement est de 12,55 tonnes. Reprenant l'architecture du lanceur Falcon 9, les deux étages sont propulsés par le même modèle de moteur-fusée à ergols liquides brûlant un mélange de kérosène et d'oxygène liquide. Ces moteurs, mis au point par le constructeur de l'Electron et baptisés Rutherford, utilisent des pompes qui ne tournent pas grâce à des turbines à gaz mais sont entraînées par des moteurs électriques sans balais. Cette technique permet d'obtenir un rendement de 95% au lieu des 50% habituels d'un cycle générateur de gaz et simplifie de manière significative la construction des moteurs en limitant le nombre de pièces (vannes, tuyauterie) tout en réduisant les contraintes thermodynamiques. Les deux moteurs électriques associés à chaque moteur-fusée, de la taille d'une canette, tournent à 40 000 tours par minute en fournissant une puissance de 50 chevaux. Ils sont alimentés par des accumulateurs lithium-ion. La chambre de combustion du moteur est fabriquée en utilisant l'impression 3D. Le moteur Rutherford mis en œuvre au niveau du premier étage a une poussée au sol de 18 kilonewtons (kN) et de 21 kN dans le vide avec une impulsion spécifique de 303 secondes. Chaque moteur consomme environ 7 kilogrammes d'ergols par seconde lorsque sa poussée est nominale,.

### Premier étage
Le premier étage est haut de 12,1 mètres pour un diamètre de 1,2 mètre et une masse à vide 950 kg. Sa masse au lancement est de 9,25 tonnes. Le premier étage est propulsé par huit moteurs Rutherford disposés en cercle plus un moteur situé au milieu. La poussée totale au décollage est de 162 kilonewtons avec un pic de 192 kN lorsque l'atmosphère se raréfie. L'énergie est fournie par 13 accumulateurs lithium-ion installées à la périphérie de la jupe arrière de l'étage. Les accumulateurs fournissent 1 mégawatt durant la phase propulsée de l'étage qui dure environ 152 secondes. Les ergols sont injectés dans les pompes en étant mis sous pression par de l'hélium. Le contrôle d'attitude du lanceur est réalisé en agissant sur l'orientation de chacun des neuf moteurs. Après l'extinction des moteurs, l'étage est largué à l'aide d'un système pneumatique développé en interne.

### Deuxième étage
Le second étage est long de 2,4 mètres pour un diamètre de 1,2 mètre et une masse à vide de 250 kg. Il emporte 2 150 kg d'ergols. Il est propulsé par un unique moteur Rutherford comportant une tuyère allongée et ayant une poussée de 22 kN avec une impulsion spécifique de 333 secondes. La phase propulsive dure environ 310 secondes. L'énergie est fournie aux pompes par trois accumulateurs lithium-ion, dont deux sont largués en cours de vol après épuisement de leur charge pour réduire la masse à propulser. Le moteur est orientable pour le contrôle en tangage et en lacet. Un propulseur à gaz froid est utilisé pour le contrôle du roulis durant la phase propulsée et pour le contrôle d'attitude dans les trois axes durant les phases non propulsées.

### Coiffe
La coiffe réalisée en matériau composite a un diamètre de 1,2 mètre pour une hauteur de 2,5 mètres et une masse de 50 kg. Son largage est réalisé par un système pneumatique qui la sépare en deux demi-coques. Le volume disponible sous la coiffe permet d'accueillir les satellites de la classe prise en charge par le lanceur. Le lanceur est conçu pour que le client puisse réaliser dans ses propres installations l'intégration de la charge utile dans la coiffe. Le composite résultant est alors envoyé dans un conteneur climatisé à Rocket Lab qui peut le placer au sommet du lanceur en quelques heures. Cette offre permet également de répondre aux contraintes de confidentialité des charges utiles du gouvernement américain.

### Étage Photon
Selon la version utilisée, le troisième étage optionnel Photon peut être utilisé pour simplement placer les satellites sur des orbites différentes ou en tant que plateforme d'un engin placé sur une orbite terrestre ou interplanétaire. Il fournit l'énergie grâce à ses panneaux solaires et dispose d'une capacité de changement de vitesse de 4 km/s dans sa version interplanétaire. Il est stabilisé 3 axes à l'aide de moteurs à gaz froid et comporte un système de communications fonctionnant en bande S et en bande X. La propulsion est assurée par un moteur baptisé Hyper Curie dans la version interplanétaire qui peut être allumé à plusieurs reprises. Celui-ci brûle un mélange d'ergols hypergoliques et est alimenté par mise sous pression des réservoirs.

## Prix et comparaison avec les autres microlanceurs
| Lanceur :                                       | Electron                                                       | LauncherOne                                                    | Rocket                                                            | SPARK                                  | Prime                          | SS-520                        |
| ----------------------------------------------- | -------------------------------------------------------------- | -------------------------------------------------------------- | ----------------------------------------------------------------- | -------------------------------------- | ------------------------------ | ----------------------------- |
| Constructeur                                    | Rocket Lab                                                     | Virgin Orbit                                                   | Astra Space                                                       | Université d'Hawaï Laboratoires Sandia | Orbex                          | JAXA                          |
| Pays                                            | Nouvelle-Zélande¹                                              | États-Unis                                                     | États-Unis                                                        | États-Unis                             | Royaume-Uni                    | Japon                         |
| Charge utile                                    | Orbite terrestre basse : 300 kg Orbite héliosynchrone : 200 kg | Orbite terrestre basse : 500 kg Orbite héliosynchrone : 300 kg | Orbite terrestre basse : 200 kg Orbite héliosynchrone : 25-150 kg | Orbite héliosynchrone : 275 kg         | Orbite héliosynchrone : 150 kg | Orbite terrestre basse : 4 kg |
| Statut                                          | Opérationnel                                                   | Opérationnel                                                   | Retiré du service                                                 | Tests en vol                           | En développement               | Tests en vol                  |
| Premier vol                                     | 2017                                                           | 2020                                                           | 2020                                                              | 2015                                   | Prévu en 2023                  | 2017                          |
| Vols / Échecs                                   | 35/3                                                           | 6/2                                                            | 7/5                                                               | 1/1                                    | 0                              | 2/1                           |
| Masse                                           | 12,5 tonnes                                                    | ~30 tonnes                                                     | 25 tonnes                                                         | 18 tonnes                              | 2,6 tonnes                     |                               |
| Dimension                                       | Hauteur :14 m, Diamètre : 1,2 m                                | H : ~21 m, D : 1,8 m                                           | H : 11,6 m, D : 1,32 m                                            | H : 18 m, D : 1,32 m                   | H : 19 m, D : 1,3 m            | H : 9,54 m, D : 0,52 m        |
| Autres caractéristiques techniques              | Pompes électriques                                             | Lanceur aéroporté                                              |                                                                   | Dérivé de la fusée-sonde Strypi        | Ergol propane-LOx              | Dérivé d'une fusée-sonde      |
| Coût d'un lancement                             | 5 millions de dollars américains                               | visé : 12 million de dollars américains                        | 3,5 millions de dollars américains                                |                                        |                                |                               |
| ¹Société américaine d'un point de vue juridique |                                                                |                                                                |                                                                   |                                        |                                |                               |

## Installations de lancement

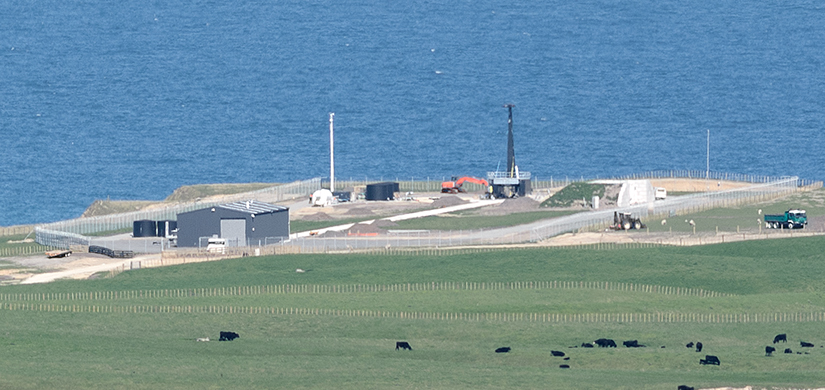
Le Rocket Lab Launch Complex 1, le 3 septembre 2016.

Rocket Lab construit en 2016 une base de lancement en Nouvelle-Zélande dans la péninsule de Māhia sur l'île du Nord sur la côte de l'océan Pacifique qui est inaugurée le 26 septembre 2016. Le Rocket Lab Launch Complex 1 (en) permet d'effectuer des tirs permettant d'atteindre toutes les orbites pertinentes pour la clientèle visée, en particulier l'orbite héliosynchrone utilisée par les satellites d'observation de la Terre. Le site de lancement comprend une station de poursuite, un hangar permettant l'assemblage du lanceur et une aire de lancement. Le lanceur est transporté depuis le bâtiment d'assemblage à l'horizontale, suspendu à un véhicule combinant le mât érecteur et la plate-forme de tir puis redressé à la verticale une fois le pas de tir atteint. Le centre de contrôle de mission se trouve dans la capitale néo-zélandaise Auckland, à environ 500 km de la base de lancement. Rocket Lab prévoit de créer une ligne de fabrication et des installations de lancement également aux États-Unis au centre spatial Kennedy et en Alaska. Elle prévoit d'augmenter sa capacité de production pour permettre si nécessaire d'effectuer 2 vols par semaine.
Le 23 février 2022, Rocket Lab a annoncé la fin des travaux de son second pas de tir, situé (près du premier) au Launch Complex 1.

## Déroulement d'un lancement
| Heure (T : heure décollage) | Événement                                                 |
| --------------------------- | --------------------------------------------------------- |
| T-180 secondes              | Début de la séquence automatique du compte à rebours      |
| T-2 s                       | Mise à feu des moteurs du premier étage                   |
| T                           | Décollage                                                 |
| T+150 s                     | Extinction des moteurs du premier étage                   |
| T+154 s                     | Largage du premier étage qui tombe dans l'océan Pacifique |
| T+156 s                     | Mise à feu du moteur du second étage                      |
| T+184 s                     | Largage de la coiffe                                      |
| T+494 s                     | Extinction du second étage                                |
| T+511 s                     | Largage des nanosatellites                                |

## Historique des vols
| 2,5 5 7,5 10 12,5 15 2017 2018 2019 2020 2021 2022 2023 2024 2025 2026 - Succès - Échecs partiels - Échecs - Prévus | 0,5 1 1,5 2 2,5 3 2023 2024 2025 2026 - Succès - Échecs partiels - Échecs - Prévus |

| 5 10 15 20 2017 2018 2019 2020 2021 2022 2023 2024 2025 - Mahia LC-1A - Mahia LC-1B - MARS LC-2 |

### Liste des lancements
| Vol n°                                                       | Nom | Date                    | Pas de tir   | Charge utile | Orbite                                                                         | Résultat | Récupération du premier étage  |
| ------------------------------------------------------------ | --- | ----------------------- | ------------ | --- | ------------------------------------------------------------------------------ | -------- | ------------------------------ |
| 1                                                            | It's a test | 25 mai 2017             | Mahia LC-1A  | Aucune | Orbite polaire                                                                 | Échec    | Non tenté                      |
| 1                                                            | Perte de télémétrie 4 min après le lancement, la fusée est détruite par mesure de sécurité |                         |              | |                                                                                |          |                                |
| 2                                                            | Still testing | 21 janvier 2018         | Mahia LC-1A  | Lemur-2 72 et 73 ( Spire Global) Dove Pioneer ( Planet Labs) Humanity Star | Orbite polaire                                                                 | Succès   | Non tenté                      |
| 3                                                            | It's business time | 11 novembre 2018        | Mahia LC-1A  | Lemur-2 82 et 83 ( Spire Global) Irvine 01 ( ICSP) CICERO 10 ( GeoOptics) NABEO 1 ( HPS) Proxima 1 et 2 ( Fleet Space) | Orbite polaire                                                                 | Succès   | Non tenté                      |
| 4                                                            | This one's for Pickering | 16 décembre 2018        | Mahia LC-1A  | 13 satellites ( NASA) | Orbite basse                                                                   | Succès   | Non tenté                      |
| 5                                                            | Two thumbs up | 28 mars 2019            | Mahia LC-1A  | R3D2 ( DARPA) | Orbite basse                                                                   | Succès   | Non tenté                      |
| 6                                                            | That's a funny looking cactus | 5 mai 2019              | Mahia LC-1A  | SPARC-1 ( USAF) Falcon ODE ( USAF) Harbinger ( USAF) | Orbite basse                                                                   | Succès   | Non tenté                      |
| 7                                                            | Make it rain | 29 juin 2019            | Mahia LC-1A  | 7 satellites ( Spaceflight Industries) | Orbite basse                                                                   | Succès   | Non tenté                      |
| 8                                                            | Look Ma, no hands | 19 août 2019            | Mahia LC-1A  | Bro-One ( Unseenlabs) Global-4 ( BlackSky) Pearl White 1 et 2 ( USAF) | Orbite basse                                                                   | Succès   | Non tenté                      |
| 9                                                            | As the crow flies | 17 octobre 2019         | Mahia LC-1A  | Palisade ( Astro Digitals) | Orbite basse                                                                   | Succès   | Non tenté                      |
| 10                                                           | Running out of fingers | 6 décembre 2019         | Mahia LC-1A  | ALE-2 ( Astro Live Experiences) 6 Cubesats | Orbite basse                                                                   | Succès   | Contrôlée (test atmosphérique) |
| 10                                                           | Premier test de réentrée atmosphérique du premier étage |                         |              | |                                                                                |          |                                |
| 11                                                           | Birds of a feather | 31 janvier 2020         | Mahia LC-1A  | NROL-151 ( NRO) | Orbite basse                                                                   | Succès   | Contrôlée (test atmosphérique) |
| 12                                                           | Don't stop me now | 13 juin 2020            | Mahia LC-1A  | 3 satellites ( NRO) M2 Pathfinder ( UNSW) ANDESITE ( NASA) | Orbite basse                                                                   | Succès   | Non tenté                      |
| 13                                                           | Pics or it didn't happen | 4 juillet 2020          | Mahia LC-1A  | CE-SAT-1B ( Canon Electronics) SuperDove × 5 ( Planet Labs) Faraday-1 ( In-Space Missions) | Orbite héliosynchrone                                                          | Échec    | Non tenté                      |
| 13                                                           | Extinction prématurée du deuxième étage |                         |              | |                                                                                |          |                                |
| 14                                                           | I can't believe it's not optical | 31 août 2020            | Mahia LC-1A  | Sequoia ( Capella Space) First Light ( Rocket Lab) | Orbite basse                                                                   | Succès   | Non tenté                      |
| 14                                                           | Premier lancement utilisant la plateforme Photon |                         |              | |                                                                                |          |                                |
| 15                                                           | In focus | 28 octobre 2020         | Mahia LC-1A  | CE-SAT-2B ( Canon Electronics) SuperDove × 9 ( Planet Labs) | Orbite héliosynchrone                                                          | Succès   | Non tenté                      |
| 16                                                           | Return to sender | 20 novembre 2020        | Mahia LC-1A  | Dragracer ( TriSept) Bro-2 et 3 ( Unseenlabs) APSS-1 ( Université d'Auckland) SpaceBEE × 24 ( Swarm Technologies) | Orbite héliosynchrone                                                          | Succès   | Succès (Océan)                 |
| 16                                                           | Le premier étage de la fusée est récupéré pour la première fois |                         |              | |                                                                                |          |                                |
| 17                                                           | The owl's night begins | 15 décembre 2020        | Mahia LC-1A  | StriX-α ( Synspective) | Orbite basse                                                                   | Succès   | Non tenté                      |
| 18                                                           | Another one leaves the crust | 20 janvier 2021         | Mahia LC-1A  | 1 satellite ( OHB Group) | Orbite basse                                                                   | Succès   | Non tenté                      |
| 19                                                           | They go up so fast | 22 mars 2021            | Mahia LC-1A  | Pathstone ( Rocket Lab) BlackSky Global 7 ( BlackSky) Centauri 3 ( Fleet Space) Myriota 7 ( Myriota) Veery Hatchling ( Care Weather Technologies) M2 ( UNSW) Gunsmoke-J ( SMDC)                                                               | Orbite basse                                                                   | Succès   | Non tenté                      |
| 20                                                           | Running out of toes | 15 mai 2021             | Mahia LC-1A  | BlackSky Global 10 et 11 ( BlackSky) | Orbite basse                                                                   | Échec    | Succès (Océan)                 |
| 20                                                           | Deuxième test de récupération du premier étage. Échec du lancement à la suite de la perte de contrôle du deuxième étage et à son extinction prématurée juste après l'allumage. |                         |              | |                                                                                |          |                                |
| 21                                                           | It's a little chile up here | 29 juillet 2021         | Mahia LC-1A  | Monolith ( US Space Force) | Orbite basse                                                                   | Succès   | Non tenté                      |
| 22                                                           | Love at first insight | 18 novembre 2021        | Mahia LC-1A  | BlackSky Global 14 et 15 ( BlackSky) | Orbite basse                                                                   | Succès   | Succès (Océan)                 |
| 22                                                           | Troisième test de récupération du premier étage. Premier test en vol lors d'une mission de l'hélicoptère chargé d'attraper le premier étage lors de futures tentatives |                         |              | |                                                                                |          |                                |
| 23                                                           | A data with destiny | 8 décembre 2021         | Mahia LC-1A  | BlackSky Global 16 et 17 ( BlackSky) | Orbite basse                                                                   | Succès   | Non tenté                      |
| 24                                                           | The owl's night continues | 28 février 2022         | Mahia LC-1B  | StriX-β ( Synspective) | Orbite héliosynchrone                                                          | Succès   | Non tenté                      |
| 24                                                           | Premier lancement depuis le pas de tir LC-1B |                         |              | |                                                                                |          |                                |
| 25                                                           | Without mission a beat | 2 avril 2022            | Mahia LC-1A  | BlackSky Global 18 et 20 ( BlackSky) | Orbite basse                                                                   | Succès   | Non tenté                      |
| 26                                                           | There and back again | 1er mai 2022            | Mahia LC-1A  | TRSI-2 & TRSI-3 ( ACME AtronOmatic) MyRadar-1 ( ACME AtronOmatic) Unicorn-2 ( Alba Orbital) Copia ( Astrix) AuroraSat-1 ( Aurora Propulsion Technologies) E-Space Demo x 3 ( E-Space) SpaceBEE x 24 ( Swarm Technologies) BRO-6 ( UnseenLabs) | Orbite héliosynchrone                                                          | Succès   | Échec partiel (Hélicoptère)    |
| 26                                                           | Premier test de rattrapage du premier étage par hélicoptère. Le premier étage est correctement attrapé mais finalement relâché sur décision du pilote d'hélicoptère à la suite de paramètres anormaux. Il est ensuite récupéré en mer. |                         |              | |                                                                                |          |                                |
| 27                                                           | CAPSTONE | 28 juin 2022            | Mahia LC-1B  | CAPSTONE ( NASA) | Transfert vers la Lune                                                         | Succès   | Non tenté                      |
| 27                                                           | Première mission au-delà de l'orbite terrestre. Première utilisation de la version interplanétaire du Photon |                         |              | |                                                                                |          |                                |
| 28                                                           | Wise one looks ahead | 13 juillet 2022         | Mahia LC-1A  | NROL-162 ( NRO) | Orbite basse                                                                   | Succès   | Non tenté                      |
| 28                                                           | Premier d'une série de 2 lancements consécutifs pour la NRO |                         |              | |                                                                                |          |                                |
| 29                                                           | Antipodean Adventure | 4 août 2022             | Mahia LC-1B  | NROL-199 ( NRO) | Orbite basse                                                                   | Succès   | Non tenté                      |
| 29                                                           | Deuxième lancement consécutif pour la NRO |                         |              | |                                                                                |          |                                |
| 30                                                           | The owl spreads its wings | 15 septembre 2022       | Mahia LC-1B  | StriX-1 ( Synspective) | Orbite héliosynchrone                                                          | Succès   | Non tenté                      |
| 31                                                           | It argos up from here | 7 octobre 2022          | Mahia LC-1B  | Argos-4 ( NOAA) | Orbite basse                                                                   | Succès   | Non tenté                      |
| 32                                                           | Catch me if you can | 4 novembre 2022         | Mahia LC-1B  | MATS ( Agence Spatiale Suédoise) | Orbite héliosynchrone                                                          | Succès   | Échec partiel (Hélicoptère)    |
| 32                                                           | Seconde tentative de rattrapage du premier étage à l'aide d'un hélicoptère. La perte de la télémétrie du premier étage lors de la rentrée atmosphérique déclenche l'évacuation de hélicoptère de la zone de rattrapage par sécurité. Le premier étage est récupéré en mer. |                         |              | |                                                                                |          |                                |
| 33                                                           | Virginia is for launch lovers | 24 janvier 2023         | MARS, LC-2   | Hawk x 3 ( HawkEye 360) | Orbite basse                                                                   | Succès   | Non tenté                      |
| 33                                                           | Premier des trois lancements pour l'entreprise HawkEye 360. Premier vol depuis Wallops LC-2, |                         |              | |                                                                                |          |                                |
| 34                                                           | Stronger together | 16 mars 2023            | MARS, LC-2   | Capella 9 & 10 ( Capella Space) | Orbite basse                                                                   | Succès   | Non tenté                      |
| 35                                                           | The beat goes on | 24 mars 2023            | Mahia, LC-1B | BlackSky Gen-2 × 2 ( BlackSky) | Orbite basse                                                                   | Succès   | Succès (océan)                 |
| 35                                                           | Quatrième test de récupération du premier étage. Option pour un vol supplémentaire prise par BlackSky dans le cadre d'un contrat pour 5 lancements par BlackSky and Spaceflight Inc. Plus court laps de temps entre deux vols d'Electron. |                         |              | |                                                                                |          |                                |
| 36                                                           | Rocket like a hurricane | 8 mai 2023,             | Mahia, LC-1  | TROPICS x 2 ( NASA) | Orbite basse                                                                   | Succès   | Non tenté                      |
| 36                                                           | Premier de deux vols pour la NASA pour la mise en orbite de 2 satellites TROPICS. La constellation de 6 satellites devait initialement voler avec la fusée Rocket 3, mais le contrat pour les deux lancements suivants a été accordé à Rocket Lab à la suite de l'échec du lancement des deux premier satellites,.                                                                               |                         |              | |                                                                                |          |                                |
| 37                                                           | Coming to a storm near you | 26 mai 2023             | Mahia, LC-1  | TROPICS x 2 ( NASA) | Orbite basse                                                                   | Succès   | Non tenté                      |
| 37                                                           | Deuxième de deux vols pour la NASA pour la mise en orbite de 2 satellites TROPICS. |                         |              | |                                                                                |          |                                |
| 39                                                           | Baby Come Back | 18 juillet 2023         | Mahia, LC-1  | LEO 3 ( UTIAS Space Flight Laboratory/Télésat Canada) Lemur-2 × 2 ( Spire Global (en)) Starling × 4 x 2 ( NASA) | Orbite basse                                                                   | Succès   | Succès (Océan)                 |
| 39                                                           | Le satellite de démonstration LEO 3 doit assurer la continuité des campagnes de tests des clients et des fournisseurs de l'écosystème après le déclassement du satellite LEO de Télésat de la phase 1. Cette mission teste de nouvelles technologies de réutilisation, notamment une meilleure étanchéité à l'eau, un parachute plus léger et du nouveau matériel sur le navire de récupération. |                         |              | |                                                                                |          |                                |
| 40                                                           | We Love the Nighlife | 24 août 2023,           | Mahia, LC-1  | Acadia x 1 ( Capella Space) | Orbite basse                                                                   | Succès   | Succès (Océan)                 |
| 40                                                           | Premier de 4 lancements pour la société américaine Capella Space. Inclut l'option de déplacer des vols vers MARS LC-2. Pour la première fois, Rocket Lab réutilise un moteur Rutherford d'une précédente mission lancée le 1er mai 2022, « There And Back Again ». |                         |              | |                                                                                |          |                                |
| 41                                                           | We Will Never Desert You | 19 septembre 2023       | Mahia, LC-1  | Acadia x 1 ( Capella Space) | Orbite basse                                                                   | Échec    | Non tenté                      |
| 41                                                           | Deuxième de 4 lancements pour la société américaine Capella Space. Échec du second étage. |                         |              | |                                                                                |          |                                |
| 42                                                           | The Moon God Awakens | 15 décembre 2023        | Mahia, LC-1  | QPS-SAR-5 (TSUKUYOMI-I) ( iQPS) | Orbite basse                                                                   | Succès   | Non tenté                      |
| 42                                                           | Le satellite aurait dû être lancé par LauncherOne. Retour en vol d'Electron après son échec du 19 septembre. |                         |              | |                                                                                |          |                                |
| 43                                                           | Four Of A Kind | 31 janvier 2024         | Mahia, LC-1  | Skylark x 4 | Orbite basse                                                                   | Succès   | Succès (Océan)                 |
| 43                                                           | Premier de trois lancements pour Spire Global. |                         |              | |                                                                                |          |                                |
| 44                                                           | On Closer Inspection | 18 février 2024         | Mahia, LC-1  | ADRAS-J ( Astroscale Japan Inc.) | Orbite héliosynchrone                                                          | Succès   | Non tenté                      |
| 44                                                           | Mission de rendez-vous avec un débris spatial. |                         |              | |                                                                                |          |                                |
| 45                                                           | Owl Night Long | 12 mars 2024            | Mahia, LC-1  | StriX-3 ( Synspective) | Orbite héliosynchrone                                                          | Succès   | Non tenté                      |
| 46                                                           | Live and Let Fly | 21 mars 2024 07:25      | MARS, LC-2   | NROL-123 (4 satellites) ( National Reconnaissance Office) | Orbite basse                                                                   | Succès   | Non tenté                      |
| 46                                                           | Premier lancement de Rocket Lab pour le NRO depuis les États-Unis après avoir lancé quatre missions NRO depuis Mahia en Nouvelle-Zélande. |                         |              | |                                                                                |          |                                |
| 47                                                           | Beginning Of The Swarm | 23 avril 2024 22:32     | Mahia, LC-1B | - NeonSat-1 ( KAIST) - ACS3 ( NASA) | - Neonsat-1 : orbite basse 520 km - ACS3 : orbite héliosynchrone 1 000 km, 97° | Succès   | Non tenté                      |
| 47                                                           | Lancement multiple comprenant la voile solaire Advanced Composite Solar Sail System (ACS3) de la NASA. |                         |              | |                                                                                |          |                                |
| 48                                                           | Ready, Aim, Prefire | 25 mai 2024 07:15       | Mahia LC-1B  | PREFIRE-1 | Orbite héliosynchrone 525 km, 97,5°                                            | Succès   | Non tenté                      |
| 48                                                           | Premier des deux lancements de la mission PREFIRE de la NASA |                         |              | |                                                                                |          |                                |
| 49                                                           | Prefire And Ice | 5 juin 2024             | Mahia LC-1B  | PREFIRE-2 | Orbite héliosynchrone 525 km, 97,5°                                            | Succès   | Non tenté                      |
| 49                                                           | Second des deux lancements de la mission PREFIRE de la NASA |                         |              | |                                                                                |          |                                |
| 50                                                           | No Time Toulouse | 20 juin 2024            | Mahia LC-1   | Kinéis × 5 ( Kinéis) | Orbite basse                                                                   | Succès   | Non tenté                      |
| 50                                                           | Premier de cinq lancements pour Kinéis |                         |              | |                                                                                |          |                                |
| 51                                                           | Owl for One, One for Owl | 2 août 2024             | Mahia, LC-1  | StriX-4 ( Synspective) | Orbite héliosynchrone                                                          | Succès   | Non tenté                      |
| 51                                                           | Ajout de bosses sur la coiffe pour accueillir les satellites. |                         |              | |                                                                                |          |                                |
| 52                                                           | A Sky Full Of SARs | 11 août 2024            | Mahia, LC-1  | Acadia x 1 ( Capella Space) | Orbite basse                                                                   | Succès   | Non tenté                      |
| 52                                                           | Troisième de 4 lancements pour la société américaine Capella Space. |                         |              | |                                                                                |          |                                |
| 53                                                           | Kinéis Killed The RadIoT Star | 20 septembre 2024 23:01 | Mahia, LC-1  | Kinéis × 5 ( Kinéis) | Orbite basse                                                                   | Succès   | Non tenté                      |
| 53                                                           | Second de cinq lancements pour Kinéis |                         |              | |                                                                                |          |                                |
| 54                                                           | Changes In Latitudes, Changes In Attitudes | 5 novembre 2024 10:54   | Mahia, LC-1B | | Orbite héliosynchrone                                                          | Succès   | Non tenté                      |
| 54                                                           | Lancement d'un satellite non encore identifié à destination d'une orbite héliosynchrone pour un client non divulgué, possiblement l'opérateur de constellation de satellites de communication en orbite basse E-Space. Le contrat de lancement a été signé moins de 2 mois avant le lancement.                                                                                                   |                         |              | |                                                                                |          |                                |
| 56                                                           | Ice AIS Baby | 25 novembre 2024 03:55  | Mahia, LC-1B | Kinéis × 5 ( Kinéis) | Orbite basse : 643 km, 97°                                                     | Succès   | Non tenté                      |
| 56                                                           | Troisième de cinq lancements pour Kinéis. Avec ce lancement, Rocket Lab atteint son 200e satellite sur orbite. |                         |              | |                                                                                |          |                                |
| 58                                                           | Owl The Way Up | 21 décembre 2024 14:17  | Mahia, LC-1B | StriX-2 ( Synspective) | Orbite héliosynchrone                                                          | Succès   | Non tenté                      |
| 58                                                           | Sixième des 16 lancements dédiés à la constellation StriX de Synspective. Rocket Lab termine cette année avec 14 lancements orbitaux et 2 du programme suborbital HASTE depuis Wallops en Virginie, soit un nouveau record pour l'entreprise avec 16 lancements dans l'année. |                         |              | |                                                                                |          |                                |
| 59                                                           | IoT 4 You and Me | 8 février 2025          | Mahia, LC-1B | Kinéis × 5 ( Kinéis) | Orbite basse                                                                   | Succès   | Non tenté                      |
| 59                                                           | Quatrième de cinq lancements pour Kinéis. |                         |              | |                                                                                |          |                                |
| 60                                                           | Fasten Your Space Belts | 18 février 2025 23:17   | Mahia, LC-1B | BlackSky Gen-3 x 1 | Orbite basse (470 km, 59°)                                                     | Succès   | Non tenté                      |
| 60                                                           | Première des multiples nouvelles missions de Rocket Lab pour BlackSky. |                         |              | |                                                                                |          |                                |
| 61                                                           | The Lightning God Reigns | 15 mars 2025 00:00      | Mahia, LC-1B | QPS-SAR-9 (iQPS (en)) | Orbite basse (575 km, 42°)                                                     | Succès   | Non tenté                      |
| 61                                                           | Premier des huit lancements dédiés pour la construction de la constellation prévue d'iQPS de 36 satellites radar à synthèse d'ouverture (SAR). |                         |              | |                                                                                |          |                                |
| 62                                                           | High Five | 18 mars 2025 01:31      | Mahia, LC-1A | Kinéis × 5 ( Kinéis) | Orbite héliosynchrone (650 km, 97°)                                            | Succès   | Non tenté                      |
| 62                                                           | Cinquième des cinq lancements pour Kinéis. |                         |              | |                                                                                |          |                                |
| Lancements programmés                                        | |                         |              | |                                                                                |          |                                |
|                                                              | | Juin 2024               | MARS, LC-2   | Hawk x 5 ( HawkEye 360) | Orbite basse                                                                   | Prévu    | Inconnu                        |
| Second de trois lancements pour l'entreprise HawkEye 360.    | |                         |              | |                                                                                |          |                                |
|                                                              | | 2024                    | MARS, LC-2   | Hawk x 6 ( HawkEye 360) | Orbite basse                                                                   | Prévu    | Inconnu                        |
| Troisième de trois lancements pour l'entreprise HawkEye 360. | |                         |              | |                                                                                |          |                                |
|                                                              | | janvier 2025,           | Mahia, LC-1  | Venus Life Finder Mission 1 ( Rocket Lab) | Transfert vers Vénus                                                           | Prévu    | Inconnu                        |
| Première mission privée vers Vénus                           | |                         |              | |                                                                                |          |                                |
|                                                              | | TBA                     | Mahia, LC-1  | McNair ( Akash Systems Inc.) | Orbite héliosynchrone                                                          | Prévu    | Inconnu                        |
|                                                              | | TBA                     | Mahia, LC-1  | LOXSAT 1 ( Eta Space) | Orbite héliosynchrone                                                          | Prévu    | Inconnu                        |

#### Lancements suborbitaux
| Vol n° | Nom | Date                    | Pas de tir | Charge utile         | Apogée                  | Résultat | Récupération du premier étage |
| --- | --- | ----------------------- | ---------- | -------------------- | ----------------------- | -------- | ----------------------------- |
| 38 | Scout's Arrow | 18 juin 2023,           | MARS, LC-2 | DYNAMO-A ( Dynetics) | Trajectoire suborbitale | Succès   | Non tenté                     |
| 38 | Charge hypersonique faisant partie du programme Multi-Service Advanced Capability Hypersonic Test Bed (MACH-TB). Premier vol suborbital utilisant une version spécifique d'Electron : HASTE (Hypersonic Accelerator Suborbital Test Electron). |                         |            |                      |                         |          |                               |
| 55 | HASTE A La Vista | 24 novembre 2024, 06:00 | MARS, LC-2 | MACH-TB              | Leidos                  | Succès   | Non tenté                     |
| 55 | Premier de quatre lancements suborbitaux pour Leidos dans le cadre du projet MACH-TB. |                         |            |                      |                         |          |                               |
| 57 | Stonehenge | 14 décembre 2024, 01:00 | MARS, LC-2 | Inconnu              | Trajectoire suborbitale | Succès   | Non tenté                     |
| 57 | L'accord de lancement a été signé avec un client confidentiel quelques jours seulement après le premier lancement de HASTE. |                         |            |                      |                         |          |                               |
| Lancements programmés                                                                                            | |                         |            |                      |                         |          |                               |
| | | Juin 2024               | MARS, LC-2 | Leidos-2             | Trajectoire suborbitale | Prévu    | Inconnu                       |
| Charge hypersonique faisant partie du programme Multi-Service Advanced Capability Hypersonic Test Bed (MACH-TB). | |                         |            |                      |                         |          |                               |
| | | 2024                    | MARS, LC-2 | Inconnu              | Trajectoire suborbitale | Prévu    | Inconnu                       |
| Charge hypersonique faisant partie du programme Multi-Service Advanced Capability Hypersonic Test Bed (MACH-TB). | |                         |            |                      |                         |          |                               |
| | | 2025                    | MARS, LC-2 | Inconnu              | Trajectoire suborbitale | Prévu    | Inconnu                       |
| Charge hypersonique faisant partie du programme Multi-Service Advanced Capability Hypersonic Test Bed (MACH-TB). | |                         |            |                      |                         |          |                               |